# 中共重慶市委枇杷山辦公樓舊址
中共重慶市委枇杷山辦公樓舊址是位於重慶市渝中區枇杷山正街72號的一座砖木混合结构苏式建筑，由中国建筑史学家陈明达设计，建成于1953年，在1953年至1954年期间作为中共重庆市委办公楼所用，现由重庆市文物考古研究院使用。2009年12月15日被列为重慶市文物保護單位，2019年被列入中国20世纪建筑遗产名录。

## 概况
中共重庆市委枇杷山办公楼旧址位于重庆市渝中区枇杷山正街72号，紧邻枇杷山公园南大门右侧，是由公营重庆建筑公司设计修建的一座苏式建筑:13-14，具体设计并监督施工的是当时任职于该公司的中国建筑史学家陈明达。囿于地形地势，该建筑并不拘泥于苏式建筑的左右中轴对称，而是采用偏中心的近十字形平面布局，随地形由前向后层层递升，与地势和周边环境融合。陈明达将中国古代建筑研究运用到其设计之中，还借鉴了西方现代主义建筑手法，以简单的几何形体作多样组合，尽量避免繁复冗余的装饰，外立面线条明晰、简洁明快。陈明达曾随梁思成考察过中国西南地区40余个县城的古建筑，因此大楼具有西南大区时期的典型风格。
该建筑由主楼、塔楼、前楼和后楼组成。该建筑大门处海拔高程320米，整体坐西北朝东南，背靠枇杷山，面朝长江:2。建筑占地总面积约4851平方米，大楼总建筑面积5389.3平方米（除梯步），其中主楼建筑面积3760.8平方米，前楼建筑面积668.5平方米，后楼建筑面积960平方米。大楼前后设有四个花园及一个消防池，占地面积约2964平方米。主楼，前后楼楼层之间交错相接，主楼高17.55米，前后楼高16.3米。
该建筑砖混结构，歇山顶，苏式扣隼红色板瓦铺作屋顶，米黄色墙面，无花饰矩形窗户，柱网式基本布局，主体3层，塔楼4层，有110间房间。建筑平面以横向矩形为横轴，前后两侧各延伸出一个矩形（前楼在主楼正门西侧向南延伸，后楼位于主楼东侧向北延伸）。建筑外观融入西式建筑风格。采用独立柱和条石混合基础，600厘米×600厘米砖柱、黏土砖及混合砂浆砌筑外墙承重；主屋架为木质，高5.7米，净跨12米，下弦采用木板包夹、螺栓固定，木楼板、顶层吊顶天棚。底层地面采用水磨石拼接成菱形纹、回格纹、云雷纹等多种图案。
由于该建筑建设时正值中华人民共和国抗美援朝，在大楼原屋面板瓦背面，全部模印有“抗美援朝保家卫国”的铭文，还印有当年烧制板瓦的工厂名字。

## 历史

### 背景
1937年，四川军阀王陵基强占了枇杷山，并在山上修建了一座占地30余亩的私人别墅，取名为“王园”。抗战时期，王园周围分布了众多抗战机构、名人寓所，周边文化底蕴较为深厚。:6-8
1949年11月，中国人民解放军向西南进军时，中共中央西南局已决定接管重庆后设中共川东区党委兼重庆市委（党委书记依次为谢富治、陈锡联、张霖之、曹荻秋）。12月初，解放军进入重庆城，川东区党委接管了王园。此时考虑到在重庆的工作量大，为便于开展工作，中共中央西南局认为需要单独设立重庆市委，遂将川东区党委班子一分为二，重庆市委和市政府的工作由陈锡联、张霖之、曹荻秋主持。12月上旬，由于工作地方太小，市委机关由学田湾别墅“潜园”（原为某军阀的公馆）迁入“王园”办公。当时刚经历过抗战和国共内战，百废待兴，不支持大兴土木建设办公楼；且重庆是三级机关（中共中央西南局机关及西南军政（行政）委员会、中共川东区党委及川东行署机关、重庆市级机关）所在地，机关办公用房需求量很大，而“王园”面积较大，能勉强满足市委机关办公需要：因此，重庆市委选择枇杷山作为办公地点被认为可能是“迫不得已”。:6-8
重庆市委接管“王园”作为办公地之时，时任西南军政委员会主席的刘伯承多次指出：重庆市委不应设在“王园”，“王园”应该给人民作公园。时任西南局第一书记的邓小平认为重庆市民文化娱乐休闲场所太少，也认为“王园”应当作为公园。而陈锡联、张霖之认为市委机关没有合适的办公场所，要求仍驻“王园”。邓小平对此认为：“现在可以暂住，反正枇杷山要作为公园才好。”邓小平还曾因此事批评陈锡联为“官僚主义”，陈锡联对此写了检讨。

### 建设与使用
由于办公用房有限，重庆市委入驻枇杷山后，陈锡联、张霖之和市委办公厅人员在“王园”内，而市委组织部等机关只能在其附近接管房屋办公，工作联系不便。不久，中共中央西南局决定兴建一批党政机关办公用房和公共建筑，其中就包括中共重庆市委会大楼。1950年，邓小平召见当时任职公营重庆建筑公司的陈明达和张家德，具体安排中共重庆市委办公楼、西南军政大礼堂（即今重庆市人民大礼堂）和中共西南局办公大楼三座建筑的设计施工事宜，期间邓小平谈到兴建这几座建筑的“底线”：党政机关办公楼要简朴实用，尽量节约政府开支，以便将更多资金投入工农业生产，使人民群众休养生息；要以充足资金投入大礼堂的建造……而两个办公楼虽说要节俭，但也应考虑到建筑美观问题，“相信建筑师可以开动脑筋，‘巧妇能为无米之炊’。”。:8-9
1951年5月10日，大楼奠基开工，由公营重庆建筑公司负责设计、修建，具体设计并监督施工者为陈明达。1953年，大楼建成并交付使用，重庆市委各部门相继迁入此楼。
1954年，西南大区一级行政机关依照当年6月20日公布的《中央人民政府关于撤销大区一级行政机构和合并若干省市建制的决定》撤销，中共决定将位于中山四路的原西南军政（行政）委员会（在今重庆市委大院内）作为重庆市委办公地，1954年底至1955年春节前，市委机关各部门相继迁离枇杷山。在曹荻秋主持下，重庆市委按刘伯承、邓小平原来的意见，将“王园”交由重庆市博物馆（今重庆中国三峡博物馆之前身）和枇杷山公园管理处，给重庆人民“打文化牙祭”。
1955年4月，原重庆市委办公大楼作为博物馆文物展览大楼使用。同年6月12日，重庆市博物馆由市中区桂园迁至枇杷山。同年7月23日，重庆市公用事业管理局发文对枇杷山公园内各单位用房做了局部调整，该大楼仍作博物馆陈列大楼使用。其间为便于陈列展出，大楼内部部分隔断墙被打通或打掉后用木板墙隔断，结构上未进行大规模改动，外立面及周边环境保持原貌。此后该地一直作文物展览使用，直到2001年因年代久远、老化严重被评估为危房而停止使用。2005年，重庆市博物馆新馆建成并迁出该地。2007年3月9日，重庆市文化广播电视局将中共重庆市委枇杷山办公楼旧址房产划归重庆市文物考古所（现重庆市文物考古研究院），决定将该楼修缮后用作其周转库房。:11-12

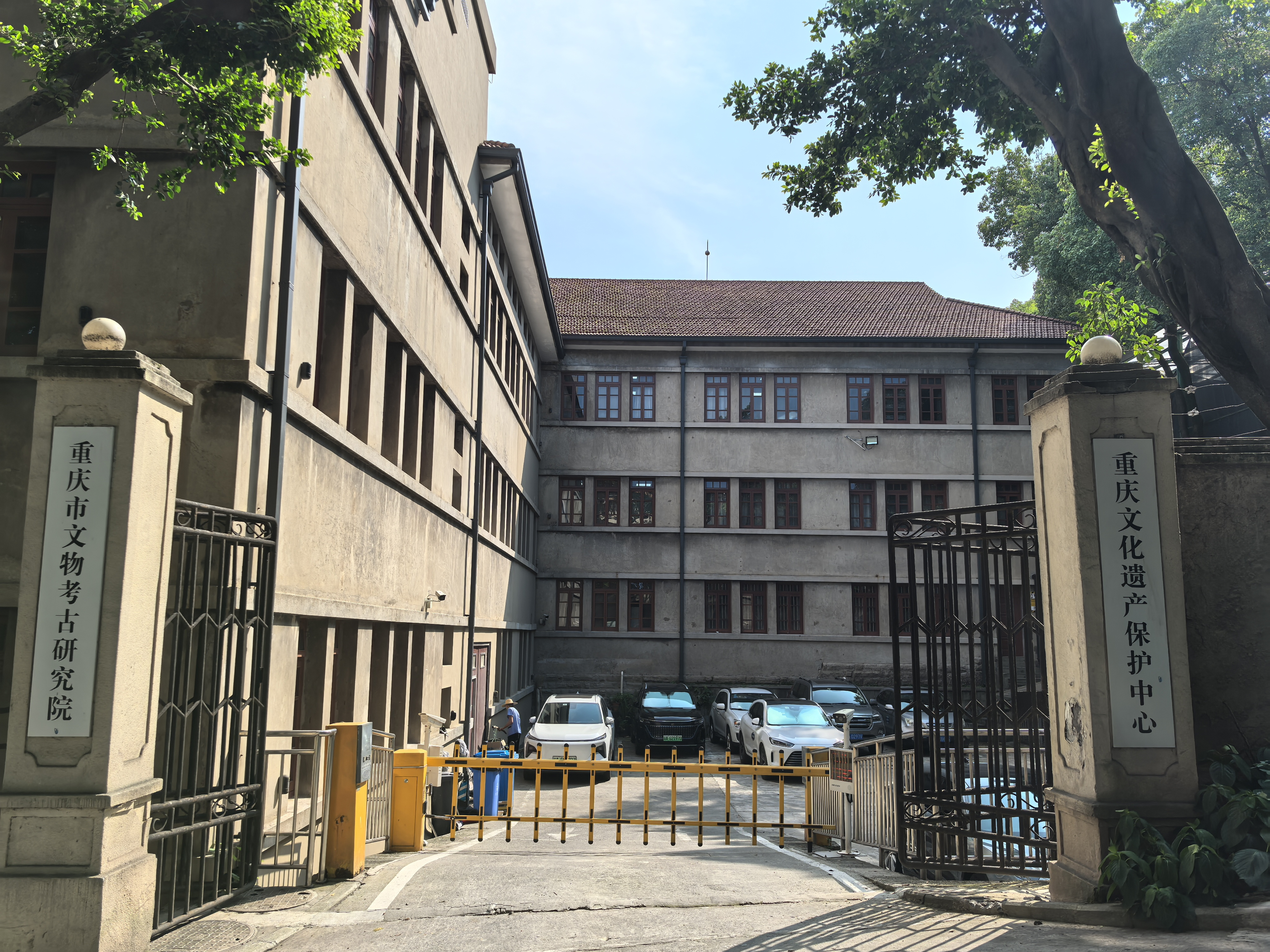
重庆市文物考古研究院侧门（位于枇杷山公园南大门内侧）
图中正对的部分建筑为后楼

### 修缮与保护
2007年6月，重庆市渝中区房屋安全鉴定所对该楼做了鉴定，发现建筑有诸多问题：外墙表面风化，抹灰局部空鼓脱落，底层墙体潮湿；部分木板腐朽损坏严重，存在蚁患；顶层天棚局部抹灰垮落，木板条损坏，天棚有渗水现象；屋檐板局部损坏脱落，屋面盖瓦局部破损造成雨水渗漏，等等。同月，重庆市文物考古所委托四川省地质工程勘察院对旧址做了地质勘察。为配合修缮工作，做好留取原始资料的工作，重庆市文物考古所组织技术人员于2007年9月17日至10月2日对整座大楼、及三座花园进行了为期16日的现场测绘。2008年6月18日，中共重庆市委会办公大楼旧址修缮工程正式动工，同年11月21日，时任重庆市副市长谭栖伟、重庆市文广局局长汪俊、副局长程武彦视察了修缮工程工地，谭栖伟对旧址所在片区整体风貌改造做出了指示。2010年2月5日，修缮工作全部完成，大楼于5月1日正式投入使用。:32, 37, 42, 44, 121
2009年12月15日，中共重庆市委枇杷山办公楼旧址被公布为重庆市第二批市级文物保护单位，2019年12月3日被列入第四批中国20世纪建筑遗产项目。

## 延伸阅读
- 关于中共重庆市委枇杷山办公楼的原始设计图、历史照片、建设相关档案、实地勘察及测绘资料结果、修缮工程图片及详细历程，可参阅：重庆市文物考古所. . 重庆: 重庆出版社. 2010. ISBN 978-7-229-03100-8.